# Marie-Christine Koundja
Marie-Christine Koundja   (Iriba, 30 de març de 1957) és una escriptora i diplomàtica txadiana, que ha treballat en diversos departaments, ministeris i ambaixades del seu país.
És la primera autora txadiana publicada i ha escrit dues novel·les: Al-Istifakh, Ou, L'idylle de mes amis (2001) i Kam-Ndjaha, la dévoreuse (2009).

## Biografia
Koundja va néixer el 1957 a la ciutat d'Iriba, a l'est del Txad. Després de l'escola secundària va estudiar dret durant un any a la Universitat de N'Djamena, interrompent els seus estudis per matricular-se a l'escola de secretaria de Yaoundé (Camerun). Va treballar per a diverses agències estatals txadianes al Camerun, inclosa la funció civil, i després va ser nomenada ministra d'Afers Exteriors a l'ambaixada del Txad.
Quan el seu primer llibre, Al-Istifakh, Ou, L'idylle de mes amis, es va publicar a Yaoundé el 2001, Koundja es va convertir en la primera dona publicada en la història del Txad. La novel·la és la història de dos joves que decideixen casar-se malgrat que els seus pares no els han donat el seu consentiment per les seves diferències tribals i religioses. La novel·la acaba positivament, amb la parella que viu feliçment a França, i Koundja utilitza el seu matrimoni per simbolitzar els problemes socials que afecten la societat txadiana des de 1979 i per defensar una cultura del perdó.
Koundja es va convertir en Primera Secretària a l'ambaixada txadiana a Abuja (Nigèria). La seva segona novel·la, Kam-Ndjaha, la dévoreuse, va ser publicada el 2009. El llibre tracta temes de pobresa, infidelitat i amistat.
Koundja és la mare de quatre fills.

## Publicacions
- Koundja, Marie-Christine. Al-Istifakh ou l'idylle de mes amis (en francès).  Yaoundé: Editions Clé, 2001.
- Koundja, Marie-Christine. Kam-Ndjaha, la dévoreuse (en francès).  París: Éditions Menaibuc, 2009. ISBN 9782353490820.